# کانتون لوخا

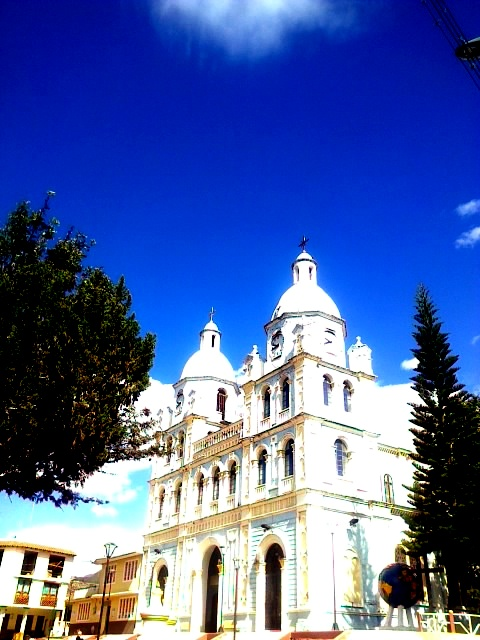
نمایی از کلیسای مالاکاتوس در استان کانتون لوخا - ۲۰۱۳

کانتون لوخا  (انگلیسی: Loja Canton) در جنوبی‌ترین قسمت استان لوخا واقع شده است. ۹۰/۰۲ درصد جمعیت آن را مردمان با نژاد مستیسو تشکیل می‌دهند. 